# ダービー (カンザス州)
ダービー（Derby）は、アメリカ合衆国カンザス州のセジウィック郡にある都市。人口は2万5625人（2020年）。ウィチタの南10キロメートルに位置している。

## 概要
1903年に「エルパソ」として法人化した。長年、農業地域だったが1941年にウィチタ市営飛行場が空軍基地（en:McConnell Air Force Base）に改造され、軍の下請け業者の事業所が多数立地するようになった。1956年に市名を「ダービー」に変更した。近年はウィチタのベッドタウン化が進行しており、人口は増加傾向にある。

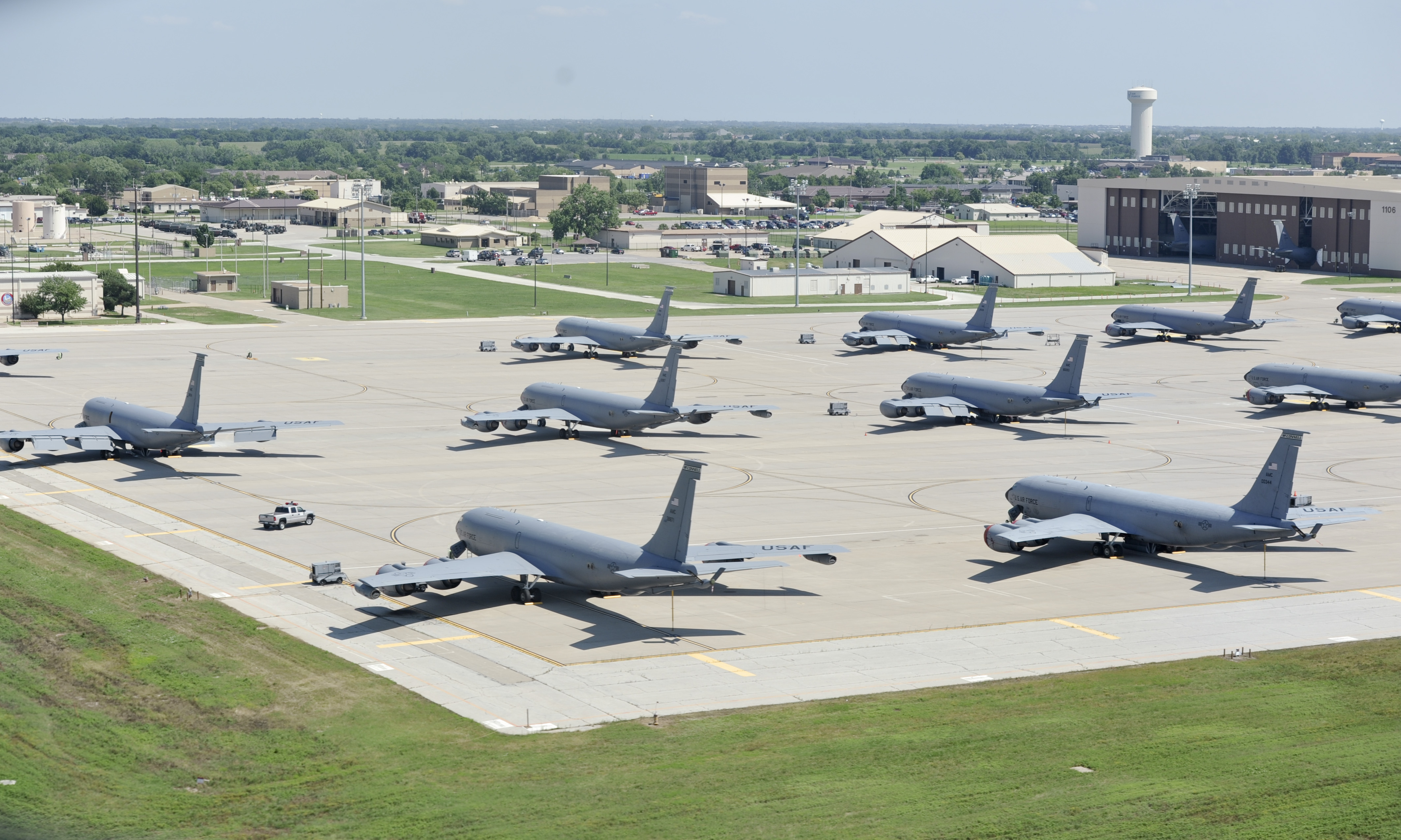
マコーネル空軍基地